# Pokrowka (Mogotschinski)
Pokrowka ist ein ostsibirisches Dorf unmittelbar unterhalb des Zusammenflusses der Flüsse Schilka und Argun zum Amur gelegen.

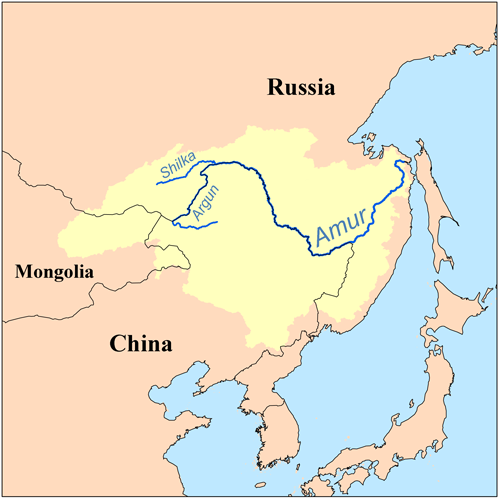
Karte

Das Dorf liegt im Rajon Mogotschinski (Verwaltungszentrum: Mogotscha) der Region Transbaikalien. Es ist Teil der Siedlung städtischen Typs Amasar, von dem es sich ca. 70 km südöstlich befindet.